# Eugerres mexicanus
Eugerres mexicanus és una espècie de peix pertanyent a la família dels gerrèids.

## Descripció
- Pot arribar a fer 21,6 cm de llargària màxima.
- 9 espines i 10-10 radis tous a l'aleta dorsal i 3 espines i 8 radis tous a l'anal.[3][4]

## Hàbitat
És un peix d'aigua dolça, demersal i de clima tropical.

## Distribució geogràfica
Es troba al vessant atlàntic del sud de Mèxic i el nord de Guatemala.

## Estat de conservació
Les poblacions d'aquesta espècie a la conca del riu Usumacinta han d'afrontar els problemes derivats de la desforestació, el desenvolupament de centrals hidroelèctriques i l'explotació minera que hi tenen lloc.

## Observacions
És inofensiu per als humans.